# Denis Papin

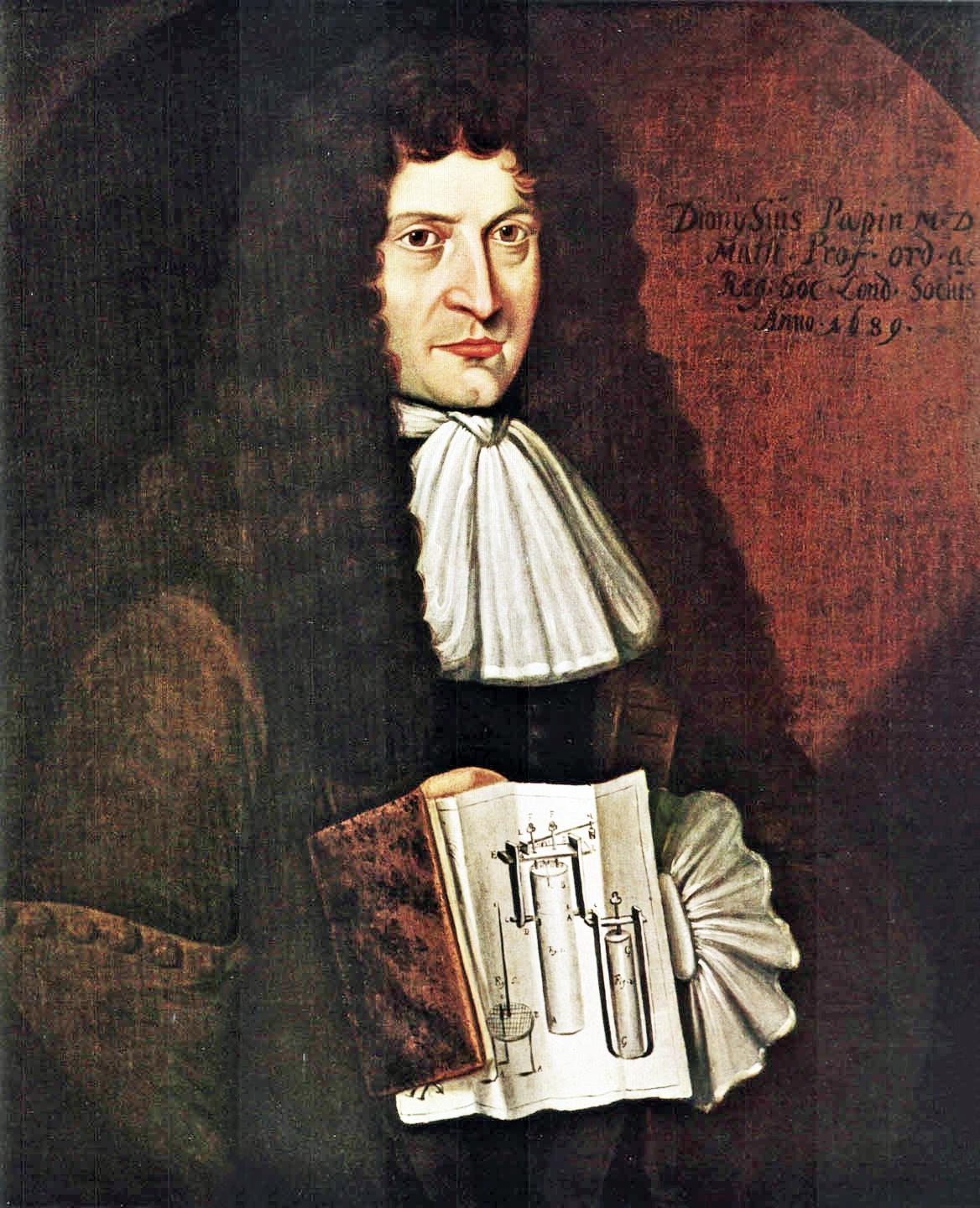
Denis Papin

Denis Papin (ur. 22 sierpnia 1647, zm. ok. 1712 w Londynie) – francuski wynalazca.

## Życiorys
Urodził się w Chitenay koło Blois. Jako protestant musiał w 1675 emigrować do Anglii, gdzie spędził resztę życia. Jego współpracownikami byli Christiaan Huygens i Robert Boyle. W 1681 przedstawił kocioł będący pierwowzorem autoklawu i szybkowaru. Zastosował w nim po raz pierwszy zawór bezpieczeństwa. W 1698 skonstruował pierwszy tłokowy silnik parowy. Wynalazł także między innymi piec do topienia szkła i pompę wirową odśrodkową.